# 장세동
장세동(張世東, 1936년 9월 27일 ~ )은 대한민국의 군인 겸 정치인이다. 본관은 인동(仁同)이고 전라남도 고흥 출생이다. 호는 남촌(南村)이다.
대한민국 육군사관학교를 16기로 졸업하여 군인이 되었고 1960년대 중반 베트남 전쟁 당시 중대장과 감찰관으로 다녀왔으며 공수특전여단, 대통령 경호실, 특수전사령부 등에서 근무하였다. 그뒤 특전사령부 작전참모로 재직 중 12.12 사태 및 5·17 비상계엄에 개입하였다. 이후 3공수특전여단장을 거쳐 제5공화국 전두환 정부 출범 이후에는 전두환 최측근으로 불려1980년부터 1985년까지 대통령 경호실장을 거쳐 국가안전기획부장으로 재직하였다.
5공청산 때 모든 책임은 자신에게 있다고 자처하였고 1993년, 1987년의 용팔이 사건이 밝혀지자 스스로 책임을 지고 감옥에 다녀오기도 했다. 1995년 풀려났으나, 그 해의 12.12, 5.18 관련 수사로 체포되어 다시 투옥되었고, 1997년 12월 석방되었다. 허삼수, 허문도, 허화평, 박희도, 정호용, 노신영 등과 함께 전두환의 최측근 중의 한 사람이었으며 2002년 대선에 출마하기도 하였다.

## 생애

### 초기 활동
1936년 전라남도 고흥군 도양읍에서 3형제 중 둘째 아들로 태어났으며 어려서 서울로 유학하여 성동공업고등학교와 육군사관학교를 졸업했다. 1960년 2월 23일 육사 졸업 후 동시에 육군 소위로 임관했으며 북극성회(하나회의 전신)에 참여하였다.

### 군 복무
육군대학을 수료하였다. 보병사단 소대장 등을 거쳐 대위 진급 후 제1공수특전단에서 팀장(중대장)으로도 복무하였다.
1965년 베트남 전쟁에 파병되었다. 1966년에는 4월 19일과 4월 20일에 퀴논 북쪽 24km 탄광 지역에서 어깨에 총격을 당하여 부상을 입었지만 견디면서 전투를 계속, 부대원들의 사기를 올려 베트콩 43명을 사살하고 1개 중대를 전멸시키는 성과를 올려 언론에 대대적으로 보도되었다.
1967년 육군 수도보병사단 30경비대대 작전장교가 되었다. 그후 군 감찰관으로서 베트남 전쟁에 파병되었는데, 이로써 월남 파병을 두 번 가게 된 셈이 되었다. 이때 역시 베트남에 파병 중이던 전두환을 만나서 그로부터 실력을 인정받았고 장세동도 전두환의 리더쉽에 이끌려서 그의 충복이 되었다. 이후 육군 제9보병사단에 있다가 귀국, 육군본부의 여러 보직을 거쳐 현역 군인의 신분으로 박정희 대통령 때의 대통령경호실 경호관으로 있다가 1977년 육군 수도경비사령부 제30경비단장으로 부임하였다.
그는 충성심에서나, 두뇌에서나, 전두환 최고의 충복으로 평가받았으며, 12·12 군사 반란 당시 육군 수도경비사령부 제30경비단장으로 전두환에게 협력하였다. 이때 그는 장태완 등과의 일전도 불사했다 한다. 훗날 1996년의 재판에서 그는 육군 수도경비사령관 장태완 장군이 경복궁을 공격하려 했을 때에 나는 탱크 한 대 당 72발 씩의 포탄을 적재케 하고, 이미 한 발은 탑재한 상태였다. 일촉즉발의 불바다가 되었을 것'이라 했다. 1980년 정호용 특전사령관의 특전사령부 작전참모로 부임해서는 그해 5월의 5·17 비상계엄에도 관여하였다. 그 후 육군 준장으로 진급 제3공수특전여단장 보직 중 1981년 7월 제5대 대통령 경호실장에 임명되었다.

### 정치 활동
1981년부터 1985년까지 대통령 경호실장을 거쳐 국가안전기획부장을 재직하며 제5공화국의 실세로 떠올랐고, 노태우-노신영과 함께 전두환의 후계자로 지목될 정도로 그 위세가 대단했다. 1983년 8월 5일에는 전두환 대통령의 동남아시아 5개국 순방길에 사절단 80여명과 함께 대통령 수행원의 한 사람으로 버마를 방문했다. 그러나 대통령 전두환과 함께 뒤늦게 출발하여 아웅산 묘소 폭탄테러 사건에서는 기적적으로 살아났다. 귀국 후 그해 10월 15일 아웅산 참사를 막지 못한 책임을 지고 사표를 제출했으나 전두환이 반려시켰다.
1984년 12월 7일 육군 소장에서 육군 중장으로 진급과 동시에 예편하였다. 그는 예비역의 신분으로 대통령 경호실장을 계속하다가 1985년 2월 18일 대통령 경호실장직을 사퇴했다. 2월 19일에는 노신영의 뒤를 이어 국가안전기획부장으로 전격 발탁되었다. 안기부장으로 재직하면서 금강산 댐과 평화의 댐 공작, 수지 김 간첩 조작 사건, 용팔이 사건 등 각종 국가 안보 문제와 간첩사건 등을 공작 및 조작했다.
1986년부터는 전두환의 후계자 자리를 놓고 당시 여당인 민주정의당의 대표최고위원 노태우와 공공연히 신경전을 벌이며 갈등하기도 했다. 그러나 1987년 6.10 항쟁 과정에서 박종철이 사망하자 학생들의 데모는 격화되었고, 장세동은 스스로 책임을 지고 안기부장에서 사퇴했다.

### 6공 이후
1988년의 5공청문회에 참여하였으나 평화민주당, 통일민주당 소속 국회의원들의 추궁에 모른다로 일관하였다. 1988년 11월 4일부터 5차례에 걸쳐 진행된 <일해(日海)재단청문회>에도 정주영(鄭周永) 현대그룹 당시 회장 등과 함께 증인으로 소환되었으나 모르쇠로 일관하였다. 한편 그는 자신을 처벌하려는 여론이 높아지자 노태우 대통령을 향해 "가만히 있어라. 내가 입을 열면 여러 사람이 다친다"고 하여 화제가 되기도 했다.
1993년 2월 1987년 4월의 신한민주당 창당 방해 사건인 용팔이 사건에 안기부 직원들이 개입한 사실이 밝혀지고, 이택돈 등이 검거되자 장세동은 그해 3월 내 선에서 처리된 사건이라고 밝히고 윗선은 없다며 스스로 경찰에 출석, 기소중지로 풀려났다. 이후 민주당에서는 그를 경찰에 고소했고, 원심은 1년 6월형이 내려졌으며 거듭된 항소심 재판 끝에 1994년 4월 12일 대법원 형사 2부에서 최종형 확정을 받고 1년 6개월간 복역하였다.
그는 운동 전까지 책만 읽었고 교도관들에게 절대 반말을 쓰지 않았다. 그는 거의 흐트러짐 없이 행동하여 화제가 되었다. 다른 고위층들과 달리 사식을 반입하지 않았고 교도관이나 사무원에게 욕설 한마디 하지 않았다.
석방 직후 1995년부터 서석재, 박계동 등의 폭로로 전직 대통령 비자금을 수사하는 가운데 다시 12.12 군사 반란과 5.18 광주 민주화 운동 관련 수사를 받았으며 1996년 12.12 군사 반란과 5.18 광주 민주화 운동에 가담한 혐의로 기소되어 1997년 4월 대법원 재판에서 징역 3년 6월형을 확정 선고받았으나 그 해 12월 정권교체 후 사면, 복권되었다. 사면 직후 전두환의 집을 방문하여 "신고합니다. 각하! 휴가 잘 다녀 왔습니다!"고 휴가 잘 다녀왔다고 거수 경례하여 화제가 되었다. 대한민국 제16대 대통령 선거에서 “가자 으뜸의 나라로”라는 슬로건을 내걸고 무소속으로 출마하였으나 대선을 하루 앞두고 후보직을 공식 사퇴하였고, 이후 2004년 제17대 국회의원 총선거에 서초구 을에서 무소속으로 출마하였으나, 그해 4월의 선거에서 3위로 낙선하였다.

## 평가
1980년대 5공청문회 때 노무현 당시 통일민주당 의원의 집요한 질문에 '기억이 안 난다'고 모르쇠로 일관하여, 피도 눈물도 없는 냉혈한이라는 운동권의 비판과 함께 한편으론 신군부 최고의 충신이라는 평도 들었다. 그는 5공 청문회장에서 "사나이는 자신을 알아준 사람을 위해 죽는 법이다", "차라리 내가 역사의 수레바퀴에 깔려 죽는 한이 있어도 각하가 구속되는 것은 막겠다"고 하여 화제를 불러모으기도 했다. 

## 학력
- 성동공업고등학교 졸업
- 대한민국 육군사관학교 16기 공학사
- 대한민국 육군공병학교 졸업
- 대한민국 육군기갑학교 졸업
- 대한민국 육군포병학교 졸업
- 대한민국 육군보병학교 졸업
- 대한민국 육군대학 졸업

## 경력
- 육군 수도경비사령부 제30경비단장
- 육군 특전사령부 제3공수특전여단장
- 대통령 경호실장
- 국가안전기획부장
- 민주정의당 중앙상임고문 겸 당무위원(1986년 1월 ~ 1986년 12월)

## 같이 보기
| - 전두환 - 제5공화국 - 제4공화국 - 최규하 정부 - 5.18 광주 민주화 운동 - 12.12 사태 - 5.17 비상계엄 - 정웅 - 고건 - 정래혁 - 김상협 - 노태우 - 정호용 - 박철언 - 김상구 | - 심상우 - 박정희 - 김대중 - 김영삼 - 노신영 - 소준열 - 이학봉 - 유학성 - 윤보선 - 이규동 - 정승화 - 장태완 - 황영시 - 강금원 - 배명국 | - 허삼수 - 허문도 - 허화평 - 박희도 - 김준연 - 이순자 - 이철희 - 장영자 - 홍학표 - 김청 - 조갑제 - 지만원 - 수지 김 사건 - 홍인길 - 고명승 |

## 장세동을 연기한 배우들
- 백준기 - 1995년-1996년 (제4공화국) MBC 드라마
- 이동신 - 1998년-(삼김시대) SBS 드라마
- 김성일 - 1995년 (코리아게이트) SBS 드라마
- 홍학표 - 2005년 (제5공화국) MBC 드라마
- 문성근 - 2017년 (1987) 영화[3]
- 안세호 - 2023년 (서울의 봄) 영화[4]

## 역대 선거 결과
|  | 0% |

|  | 3.74% |